# L'Aéronef (film)
Pour les articles homonymes, voir Aéronef (homonymie).
Pour plus de détails, voir Fiche technique et Distribution.
L'Aéronef (Das Luftschiff) est un drame est-allemand réalisé par Heiner Carow, sorti en 1983.

## Synopsis
Le film commence dans un abri antiatomique à la fin de la Seconde Guerre mondiale. Chico, un garçon de 11 ans, s'extasie devant son grand-père dont il sait seulement qu'il était un grand inventeur. Après la fin des combats, il décide de partir à sa recherche, aidé par sa tante. Celle-ci fait la connaissance d'un jeune homme sympathique en chemin, si bien que Chico continue à chercher seul. Pour cela, il reçoit l'aide d'un antifasciste qui veut le soutenir, car celui-ci pense que son grand-père a combattu en Espagne du côté des Brigades internationales. Mais ce n'est pas si simple, comme le montre le film, qui va et vient dans le temps.

## Fiche technique
- Titre original : Das Luftschiff
- Titre français : L'Aéronef[2],[3],[4]
- Réalisateur : Rainer Simon
- Scénario : Rainer Simon, Fritz Rudolf Fries (de)
- Photographie : Roland Dressel (de)
- Montage : Helga Gentz
- Musique : Friedrich Goldmann, Karl-Ernst Sasse
- Sociétés de production : Deutsche Film AG
- Pays de production :  Allemagne de l'Est
- Langue de tournage : allemand
- Format : Couleur Orwo - 1,66:1 - Son mono - 35 mm
- Durée : 117 minutes (1h57)
- Genre : Drame
- Dates de sortie :
  - Allemagne de l'Est : 17 mars 1983[1]

## Distribution
- Jörg Gudzuhn : Stannebein
- Elisa Montés : Dona Mathilde
- Victor Carvahal : Sorigueta
- Daniel Roth : Chico
- Katrin Knappe (de) : Flora
- Gudrun Ritter (de) : Polonia / Mme Jonas
- Johanna Schall : Johanna
- Hermann Beyer : Kießling
- György Lencz : Unger
- Jürgen Holtz : Schotte
- Arno Wyzniewski (de) : Lewin
- Kurt Böwe (de) : le psychologue